# Erik Larsen
Erik J. Larsen (Minnesota, 8 de diciembre de 1962), dibujante, Guionista y Editor de comics estadounidense. Su trabajo más importante es The Savage Dragon.

## Infancia y juventud
Larsen nació en Minneapolis, Minnesota. De niño creció en Bellingham, Washington y Albion, (California), creando bastantes cómics, en los que aparecía su personaje "The Dragon", una especie de trasunto de Batman que conducía un coche copiado del de Speed Racer, y que se convertía en superhéroe usando una palabra mágica, como el Capitán Marvel. Junto con dos amigos creó un fanzine llamado Graphic Fantasy, donde apareció este personaje.

## Primeros trabajos
El primer trabajo pagado de Larsen fue para la antología Megaton, cocreando e ilustrando "Vanguard" con el editor Gary Carlson. En el número #2 apareció una versión modificada de The dragon, que se mantuvo dos números más. Después, Larsen trabajó Sentinels of justice para AC Comics y The DNAgents para Eclipse Comics. Para DC hizo trabajos como The Outsiders, Teen Titans (Jóvenes Titanes), Adventures of Superman, y Doom Patrol (La patrulla condenada). Para Marvel hizo una historia de relleno en Amazing Spider-Man y 5 números en Punisher. Además, una historia que hizo para Marvel Comics Presents sobre Nova parecía que presagiaba algo bueno, pero esas ideas fueron desechadas ante la inminencia de la aparición de la serie de los New Warriors, siendo por ello futuras historias de Nova en solitario incompatibles.
Sustituyó a Todd McFarlane en The Amazing Spiderman #329, (habiendo dibujado el lápiz de los números 287, 324, y 327) y junto con el escritor David Michelinie, la serie incrementó considerablemente sus ventas, con recordadas historias como "El Spiderman cósmico", "El retorno de los Seis Siniestros" (#334-339), y "Spiderman sin poderes" (#341-343). Dejó el título en el #350, sustituyéndole Mark Bagley en el #351. De nuevo, Larsen sustituyó a McFarlane en la nueva serie Spiderman, empezando en el número #15, y estableciendo del #18 al #23 la historia "La venganza de los Seis Siniestros". Dicho título había supuesto un antes y un después en la historia del cómic, con un #1 superventas, y con el reconocimiento del talento de McFarlane de un modo parecido al de Jim Lee con el bombazo de X-Men #1. En Spiderman McFarlane y Larsen actuaban como autores totales, guionistas y dibujantes a la vez, y esta forma de trabajar (sin necesidad de un guionista aparte) sería determinante en lo que vendría después.

## La independencia
Junto con otros 6 grandes dibujantes, Larsen abandonó Marvel para fundar la compañía Image, creando a su personaje The Savage Dragon. En esa serie, ha trabajado mensualmente como autor total, y además ha colaborado de nuevo en Marvel en ciertas ocasiones, haciendo una historia para los 4 Fantásticos, la serie regular de Los defensores, como guionista en Lobezno, y en Nova. Después volvió a DC para tomar las riendas de Aquaman. 
En 2004 se convirtió en Editor de Image Comics, tomando gran responsabilidad en los trabajos producidos para la editorial.
Su serie, Savage Dragon, ya supera los 144 números, superando con creces el récord de Jack Kirby y cumpliendo su sueño de llevar una serie totalmente suya. Sin embargo, Larsen ha evolucionado como artista y los planteamientos de la serie han cambiado con él. Si bien la serie empezó con unos planteamientos ultraviolentos comunes al resto de serie de los autores Image (Wildcats, Youngblood, Stormwatch; series que bajo una perspectiva excesivamente violenta no parecían más realistas, sino que incurrían en tópicos, se basaban en personajes estereotipados, tomaban historias con poco en que apoyarse, y adolecían cierta falta de creatividad en las historias y los guiones, si bien lo puramente gráfico era espectacular), hacia el #76 con la historia This savage world, Larsen llevó al personaje a planteamientos más cercanos a la aventura y la fantasía, algo que llevó totalmente a cabo a partir del #100, con historias deliciosas, viajes en el tiempo, incursiones de personajes como Madman (muy apropiado para ese tipo de historias) en la línea de su adorado Kirby, pretendiendo hacer historias con las que sus hijos pudieran crecer, igual que él hizo.
Actualmente, Larsen está considerado como un gran autor, sobre todo por Savage Dragon. Su trabajo para Marvel en The Amazing Spider-Man sentó un precedente y asombró al mundillo con un estilo dinámico y espectacular; con unas caras a lo Arthur Adams y unas increíbles escenas a lo Kirby; con unos personajes expresivos y una gran narración. Pero fue con The savage dragon con lo que se consolidó como artista en el mejor sentido de la palabra.
En la actualidad continúa con su trabajo en Savage Dragon y lo compagina con el cargo de Editor en Jefe de Image Comics.-